# Chris Namús
Chris Namús (Montevideo, 3 de octubre de 1982), nombre de nacimiento Christian Ariadna Namús Corrales, es una deportista, modelo y boxeadora uruguaya.

## Biografía
Es conocida con el seudónimo pugilístico de «Bombón Asesino».
Fue Campeona Mundial WPBF en 2010 y Campeona Mundial Juvenil WIBA en 2008.
Se convirtió en la primera mujer de Uruguay en conquistar un título mundial.
En 2009, sufre desacuerdos con quienes son sus representantes, decide cambiar de asesores.
En mayo de 2015, comentó por televisión la pelea entre Mayweather y Manny Pacquiao.
En enero de 2016 anunció su pelea por cinco títulos mundiales en un solo combate enfrentando a Cecilia Brækhus.
La pelea se disputó el 27 de febrero de 2016 en Alemania.
Namús viajó a Halle con su técnico Gabriel Belela y su preparadora física la profesora Macarena Fagúndez. 
Fue derrotada por puntos contra Cecilia Braekhus por los cinco títulos mundiales de peso wélter.
En septiembre de 2016, viaja a Alemania para entrenar.
En enero de 2017, viaja a Oslo, Noruega donde entrena con la pugilista campeona Cecilia Breakhus. En agosto de ese año ganó el campeonato mundial superwélter de la IBF ante Yamila Reynoso.
En 2022 comenzó su carrera como promotora de boxeo y en 2023 Namus recibió el título como periodista deportiva.

## Vida privada

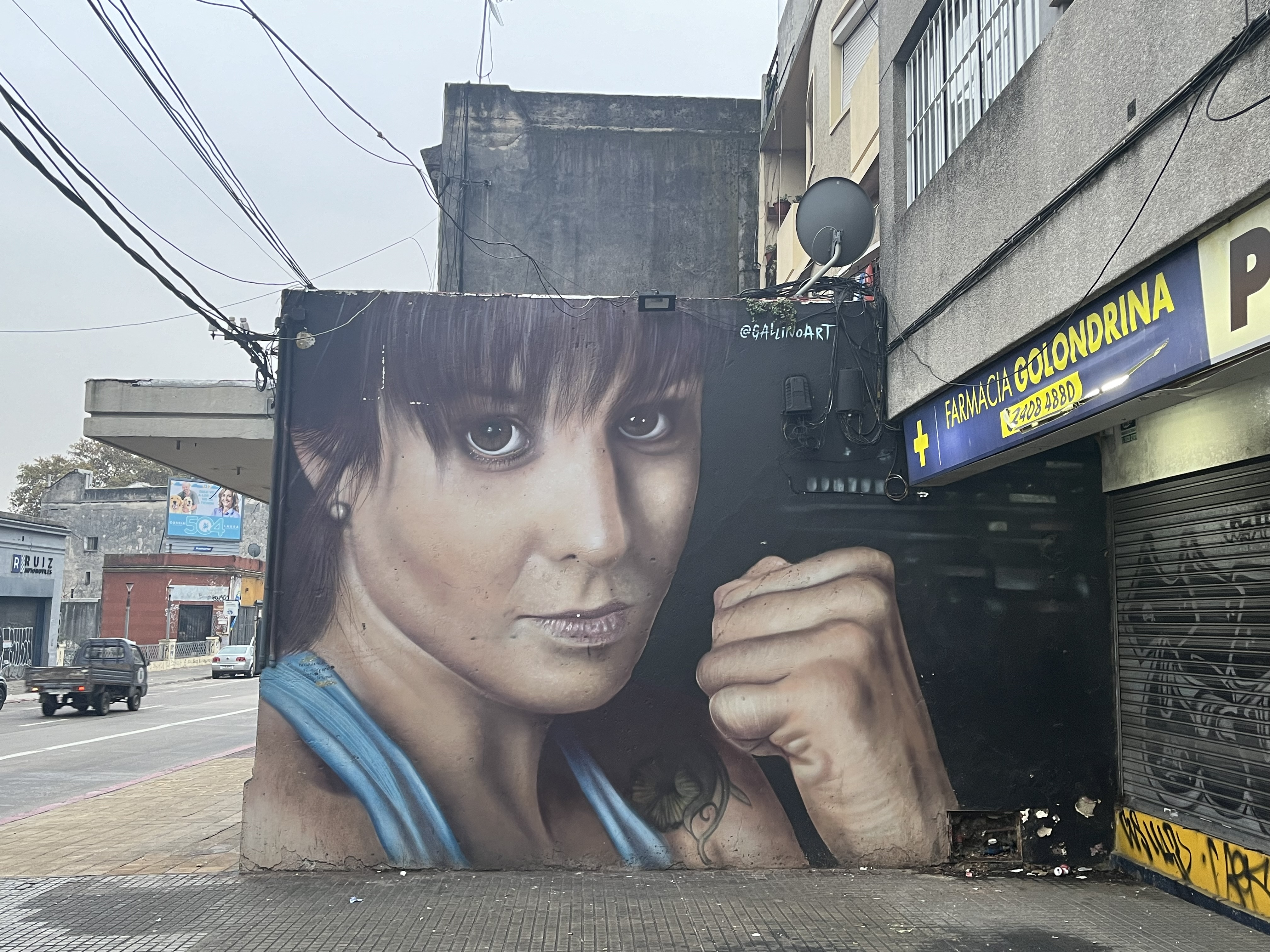
Chris Namús mural en 2014.

Fue pareja del periodista Damián Herrera.
Desde 2015 se encuentra en pareja con el músico uruguayo Mariano Bermúdez.

## Premios
- 2008, Campeona mundial juvenil de la Asociación Internacional de Boxeo de Mujeres (WIBA) título peso superligero.
- 2012, Campeona mundial de la Federación Mundial de Boxeo Profesional (WPBF), título peso superligero.

## Récord profesional
Namús cuenta con 29 peleas, habiendo obtenido 24 victorias (8 fueron ganadas por nocaut), 4 derrotas y un combate cancelado.
| Resultado | Récord | Fecha                   | Oponente                 | Lugar                                                 | Notas                                                      |
| --------- | ------ | ----------------------- | ------------------------ | ----------------------------------------------------- | ---------------------------------------------------------- |
| Victoria  | 1-0    | 18 de mayo de 2007      | María Eugenia López      | Palacio Peñarol, Montevideo                           |                                                            |
| Victoria  | 2-0    | 11 de agosto de 2007    | Silvia Fernanda Zacarías | Hotel Conrad, Punta del Este                          |                                                            |
| Victoria  | 3-0    | 19 de enero de 2008     | Juliana de Aguiar        | Hotel Conrad, Punta del Este                          |                                                            |
| Victoria  | 4-0    | 4 de febrero de 2008    | Guillermina Fernández    | Hotel Conrad, Punta del Este                          |                                                            |
| Victoria  | 5-0    | 17 de mayo de 2008      | María Elena Maderna      | Palacio Peñarol, Montevideo                           |                                                            |
| Victoria  | 6-0    | 19 de julio de 2008     | Perla Hernaández         | Palacio Peñarol, Montevideo                           |                                                            |
| Victoria  | 7-0    | 13 de agosto de 2008    | Leticia Rojo             | Palacio Peñarol, Montevideo                           |                                                            |
| Victoria  | 8-0    | 23 de enero de 2009     | María Elena Maderna      | Hotel Enjoy Punta del Este                            |                                                            |
| Victoria  | 9-0    | 12 de agosto de 2009    | Nicole Woods             | Palacio Peñarol, Montevideo                           |                                                            |
| Derrota   | 9-1    | 8 de agosto de 2009     | Lely Luz Flórez          | Palacio Peñarol, Montevideo                           | Por el campeonato mundial de la WBC superligero (interino) |
| Victoria  | 10-1   | 30 de octubre de 2009   | María Eugenia Quiroga    | Palacio Peñarol, Montevideo                           |                                                            |
| Victoria  | 11-1   | 4 de diciembre de 2009  | Juliana de Aguiar        | Palacio Peñarol, Montevideo                           |                                                            |
| Victoria  | 12-1   | 13 de febrero de 2010   | Adriana Salles           | Hotel Conrad, Punta del Este                          |                                                            |
| Victoria  | 13-1   | 15 de mayo de 2010      | Nerys Rincón             | Luna Park, Buenos Aires                               |                                                            |
| Victoria  | 14-1   | 15 de enero de 2011     | Darys Esther Pardo       | Kibón, Montevideo                                     |                                                            |
| Cancelado | 14-1-1 | 19 de marzo de 2011     | Loli Muñoz               | Palacio Peñarol, Montevideo                           |                                                            |
| Victoria  | 15-1-1 | 11 de julio de 2011     | Loli Muñoz               | Palacio Peñarol, Montevideo                           |                                                            |
| Victoria  | 16-1-1 | 26 de noviembre de 2011 | Victorina Britez         | Club Atlético Irajá, Santana do Livramento            | -                                                          |
| Derrota   | 16-2-1 | 17 de diciembre de 2011 | Fernanda Soledad Alegre  | Parque Municipal Eva Perón, Lomas de Zamora           | Por el campeonato mundial de la WBC superligero            |
| Derrota   | 16-3-1 | 7 de abril de 2012      | Fernanda Soledad Alegre  | Club Atlético y Social Villa Calzada, Almirante Brown | Por el campeonato mundial de la WBC superligero            |
| Victoria  | 17-3-1 | 23 de julio de 2012     | Adriana Salles           | Palacio Peñarol, Montevideo                           | Por el campeonato de la WPBF superligero                   |
| Victoria  | 18-3-1 | 15 de diciembre de 2012 | Lely Luz Flórez          | Estadio Centenario, Montevideo                        |                                                            |
| Victoria  | 19-3-1 | 30 de noviembre de 2013 | Roxana Beatriz Laborde   | Club Social y Cultural El Cruce, Malvinas Argentinas  |                                                            |
| Victoria  | 20-3-1 | 17 de abril de 2013     | Roxana Beatriz Laborde   | Club Plaza Colonia, Colonia                           |                                                            |
| Victoria  | 21-3-1 | 27 de diciembre de 2015 | Silvana Lima da Silva    | Club Plaza Colonia, Colonia                           |                                                            |
| Derrota   | 21-4-1 | 27 de febrero de 2016   | Cecilia Braekhus         | Estadio Gerry Weber, Halle.                           |                                                            |
| Victoria  | 22-4-1 | 13 de abril de 2017     | Marisa Gabriela Núñez    | Club Plaza Colonia, Colonia                           |                                                            |
| Victoria  | 23-4-1 | 12 de agosto de 2017    | Yamila Esther Reynoso    | Palacio Peñarol, Montevideo                           | Por el campeonato mundial de la IBF superwélter            |
| Victoria  | 24-4-1 | 22 de octubre de 2017   | Katia Alvariño           | Palacio Peñarol, Montevideo                           | Retuvo el cinturón de la IBF superwélter                   |
| Derrota   | 24-5-1 | 1 de diciembre de 2018  | Marie-Eve Dicaire        | Centro Videotron, Quebec                              | Perdió el cinturón de la IBF superwélter                   |